# Константин Дука (братовчед на Михаил VII)
Константин Дука (на гръцки: Κωνσταντίνος Δούκας; ок. 1050 – 1075/1076 г.) е византийски военачалник и държавник, протостратор и протопроедър – племенник на император Константин X Дука и първи братовчед на император Михаил VII Дука.

## Семейство
Константин Дука е по-малкият син на кесаря Йоан Дука – брат на император Константин X, и на Ирина Пигонитиса. Роден е преди 1050 г. Според изворите Константин е кръстен в чест на царстващия си чичо, но вероятно тази информация е погрешна, тъй като е роден много преди възцаряването на Константин X през 1059 г. Константин Дука е по-малък брат на протовестиарий Андроник Дука, което го прави и чичо на византийската императрица Ирина Дукина.
Също като по-големия си брат Андроник и Константин Дука е носил сенаторското достойнство протопроедър.
Заедно с други членове на семейство Дука, Константин взема дейно участие в дворцовия преврат от октомври 1071 г., който отстранява от власт императрица Евдокия Макремволитиса. На него му е поверено ръководството на първия поход срещу император Роман IV Диоген. Противно на очакванията бившият император е освободен от турците и успява да събере разнородна войска, начело на която започва похода си на запад към Константинопол. Когато Роман IV достига и превзема Докея, в която установява лагера си, Контантин Дука получава заповед да излезе с войската, за да спре по-нататъшното настъпление на Роман IV. В столицата Константин Дука събира малка войска, с която се прехвърля в Мала Азия, където успява да набере основните си сили. Константин Дука получава и важно преимущество – към него се присъединява и опитният франкски командир Криспин, който преди това е низвергнат и заточен от император Роман IV, но получава опрощение от семейство Дука, с което е спечелен на страната на новата власт в Константинопол. От друга страна Роман IV също разчита основно на франките в редиците си. На негова страна се сражава и Теодор Алиат, негов стар и опитен другар в битките. Войските на Константин Дука достигат Докея, но първото стълкновение между двете войски завършва безрезултатно и за двете страни. Роман IV поверява отбраната на Алиат, който се опитва да отблъсне следващата атака, но малко след началото на сражението франките в редиците му дезертират и преминават на страната на сродника си Криспин. Останалите сили на Алиат са разбити, а самият той е заловен и ослепен. Разочарован, Роман IV се оттегля в родната Кападокия, където се укрепява в крепостта Тиропойон. Там към него се присъединяват и нови подкрепления начело с Хататурий. По повод на настъпвщата зима обаче Константин Дука е отзован в Константинопол, а ръководството на следващата експедиция е поверено на брат му Андроник.
През 1073 г. Константин Дука е назначен за протостратор. След като баща му и брат му Андроник са изпратени във Витиния, Константин остава в Константинопол, близо до император Михаил VII Дука, с надеждата да отдалечи братовчед си от влиянието на Никифорица. Скоро след това, вероятно през есента на 1074 г., протостраторът Константин Дука трябвало да оглави нова експедиция срещу норманите на Русел дьо Байол, чиито сили успяват преди това да нанесат съкрушително поражение на ромейските войски, предвождани от кесаря Йоан и сина му Андроник Дука, които са пленени от норманите. В нощта преди похода обаче Константин Дука е обхванат от силни болки и въпреки усилията на лекарите, издъхва рано на следващата утрин.
Протостратор Константин Дука е женен и е имал поне един син, чието име не е известно. Според гръцкия изследовател Константинос Варзос той се е наричал Йоан и е бил женен за племенница на император Алексий I Комнин, дъщеря на севастократора Исак Комнин и Ирина Аланска.